# Kremersita
La kremersita és un mineral de la classe dels halurs. Rep el seu nom en honor del químic alemany Peter Kremers.

## Característiques
La kremersita és un halur de fórmula química (NH₄)₂Fe³⁺Cl₅(H₂O). Cristal·litza en el sistema ortoròmbic. Es tracta d'un mineral molt deliqüescent, ja que només perdura en condicions ambientals favorables. Habitualment es troba en forma de cristalls diminuts, de vegades fibrosos. A Radlin, Polònia, van ser trobats cristalls vermells profunds relativament grans, de fins a 3 mm de grandària.
Segons la classificació de Nickel-Strunz, la kremersita pertany a «03.CJ - Halurs complexos, amb MX₆ complexes; M = Fe, Mn, Cu» juntament amb els següents minerals: clormanganokalita, rinneïta, eritrosiderita, mitscherlichita, douglasita, redikortsevita, zirklerita.

## Formació i jaciments
Va ser descoberta al mont Vesuvi, a la província de Nàpols, a Campània, Itàlia. També ha estat descrita en altres indrets d'Itàlia, Alemanya, Polònia, el Japó, Rússia, Tadjikistan i els Estats Units.